# Mordets melodi
Mordets melodi er en dansk gyserfilm fra 1944. Den handler om nogle mystiske kvindemord og en sang, som vidner har hørt blive sunget i nærheden af mordstederne. 
- Manuskript Fleming Lynge
- Instruktion Bodil Ipsen

Centralt i filmen indgår den franske vise Si petite fra 1932. Den synges i filmen bl.a. af Gull-Maj Norin .
Filmen bygger på et radiohørespil af Tavs Neiiendam, der også har været dramatiseret som teaterskuespil.

## Handling
En regnvejrsaften mellem kl. 5 og 6 sker der en forbrydelse, som vækker uhygge i den store by. Den gamle marskandiserske Sonja Neie findes kvalt i sin butik. Kort tid efter sker der en lignende forbrydelse, og ofret er denne gang en letlevende ung kvinde ved navn Sonja. Kriminalpolitiet konstaterer hurtigt, at begge forbrydelser må være forøvet af samme person. Sporet fører til en cabaret-sangerinde (Gull-Maj Norin), som har en manipulerende manager (Angelo Bruun) og tiltrækker beundrende blikke fra en scenearbejder (Poul Reichhardt)

## Medvirkende
Blandt de medvirkende kan nævnes:
- Gull-Maj Norin
- Poul Reichhardt
- Angelo Bruun
- Peter Nielsen
- Per Buckhøj
- Karen Poulsen
- Ib Schønberg
- Charles Wilken
- Petrine Sonne
- Lili Heglund
- Helga Frier
- Lis Løwert
- Mogens Brandt
- Valsø Holm
- Else Petersen